# تشابهار (مقاطعة فامنين)
تشابهار (بالفارسية: چابهار) هي قرية تقع في قسم مفتح الريفي (مقاطعة فامنين) في إيران.